# Gilbert Declerck
Gilbert Jules Declerck (Oostende, 21 oktober 1946) is een Belgisch voormalig hoogleraar en bestuurder. Van 1999 tot 2009 was hij CEO en voorzitter van imec, een onafhankelijk onderzoekscentrum op het gebied van micro-elektronica, nanotechnologie en kunstmatige intelligentie in Leuven.

## Levensloop
Declerck studeerde als burgerlijk ingenieur elektrotechniek af aan de KU Leuven en behaalde zijn doctoraat in 1972. Van 1973 tot 1974 werkte hij een jaar voor IC Laboratories op de Stanford-universiteit in Californië. Vanaf 1974 was hij verbonden aan de KU Leuven, waar hij in 1983 professor werd. In 1984 ging hij aan de slag bij imec in Leuven. Declerck werd in november 1998 operationeel directeur en adjunct-algemeen directeur van het onderzoekscentrum en van juni 1999 tot juli 2009 was hij er CEO en voorzitter in opvolging van de overleden Roger Van Overstraeten. In juli 2009 werd hij opgevolgd door Luc Van den hove. Declerck bleef tot januari 2012 wel nog bestuurslid van imec en is nog steeds bestuurslid van imec International.
In mei 2014 werd Declerck voorzitter van de Belgium-Japan Association (BJA) & Chamber of Commerce en in september 2015 van Leuven MindGate.

## Onderscheidingen
- IEEE Frederik Philips-leiderschapsprijs (2008)[5][6]
- Groot Ereteken van de Vlaamse Gemeenschap (2017)[7][8]

In september 2015 werd Declerck een International Fellow van de Japan Society of Applied Physics (JSAP).